# BMI British Midland

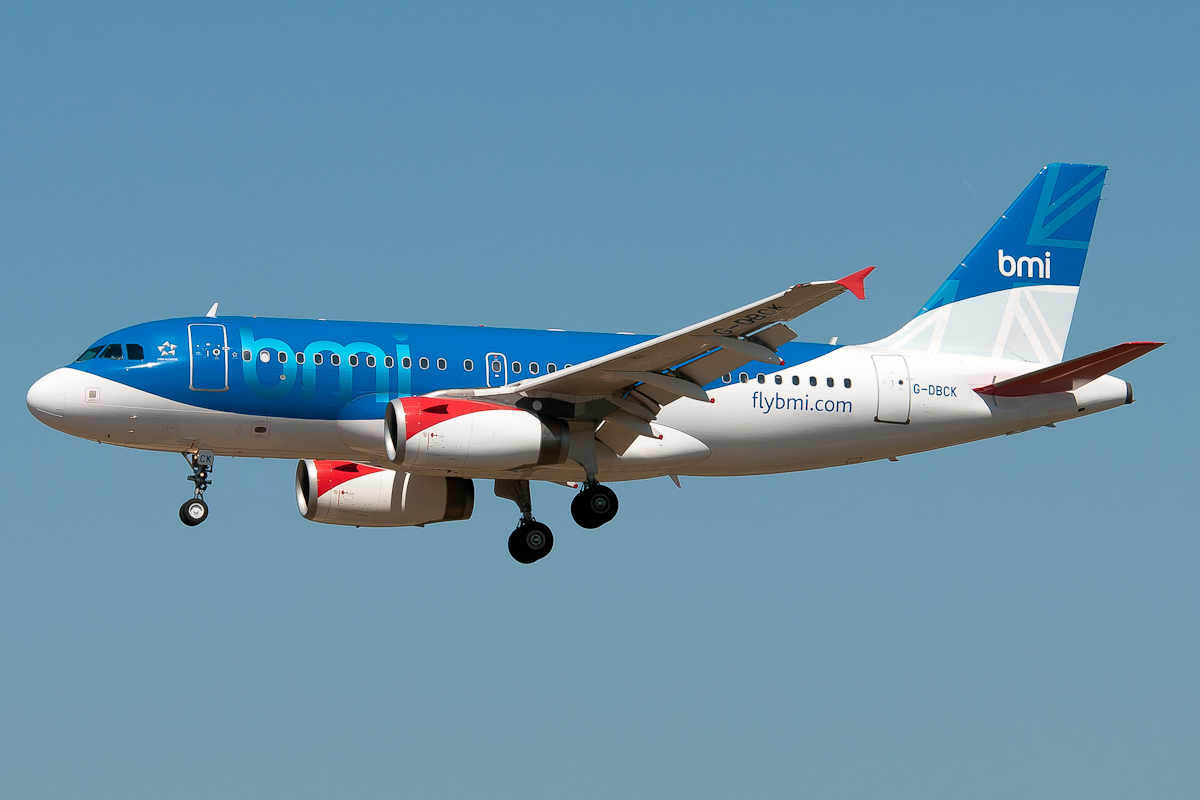
Airbus A319 da BMI British Midland.

A British Midland Airways Limited (conhecida como BMI) foi uma companhia aérea com sede em Donington Hall, no Castelo de Donington, perto do Aeroporto de East Midlands, no Reino Unido. A companhia aérea voou para destinos na Europa, Oriente Médio, África, América do Norte e na Ásia Central a partir de sua base operacional no Aeroporto de Heathrow em Londres, onde chegou a ocupar 13% de todos os slots de pouso e decolagem, operado mais de 2.000 voos por semana. A BMI foi membro da Star Alliance de 1 de julho de 2000 até 20 de abril de 2012.
A BMI foi comprada da Lufthansa pela International Airlines Group(IAG) em 20 de abril de 2012, e foi integrado a British Airways em 27 de Outubro de 2012. Suas subsidiárias Bmibaby e BMI Regional também foram compradas pela IAG. A BMI Regional foi vendido para  Sector Aviation Holdings em Maio de 2012 e continua a operar, enquanto Bmibaby foi fechada em setembro de 2012.

## Acidentes
Vôo British Midland 92
O voo 92 da BMI caiu perto de uma auto-estrada. Os pilotos não conheciam bem o novo modelo Boeing 737-400, nos antigos o ar-condicionado era alimentado pela turbina direita. Eles sentiram um cheiro de queimado e ouviram um estrondo e sentiram vibrações, e desligaram o motor direito. As vibrações pararam. Mas depois outro estrondo ainda maior acontece e a turbina esquerda pega fogo e falha. Os pilotos tentam religar o motor direito, que não havia nenhum problema, mas ele não liga. Incrivelmente a maioria dos passageiros sobreviveram, e depois do acidente o piloto foi considerado um herói, mas depois de que foi descoberto que ele não conhecia bem a aeronave, ele não mais considerado um herói, foi demitido.